# Coelichneumon junceus
Coelichneumon junceus là một loài tò vò trong họ Ichneumonidae.